# Empetrum rubrum
La murtilla de Magallanes, brecillo o uvilla (Empetrum rubrum) es un arbusto del género Empetrum, con una amplia distribución en Chile, presente desde Talca (35°S) al cabo de Hornos (55°S), aunque también en las zonas adyacentes de Argentina. Uno de sus hábitats naturales donde más crece es la laguna del Maule.

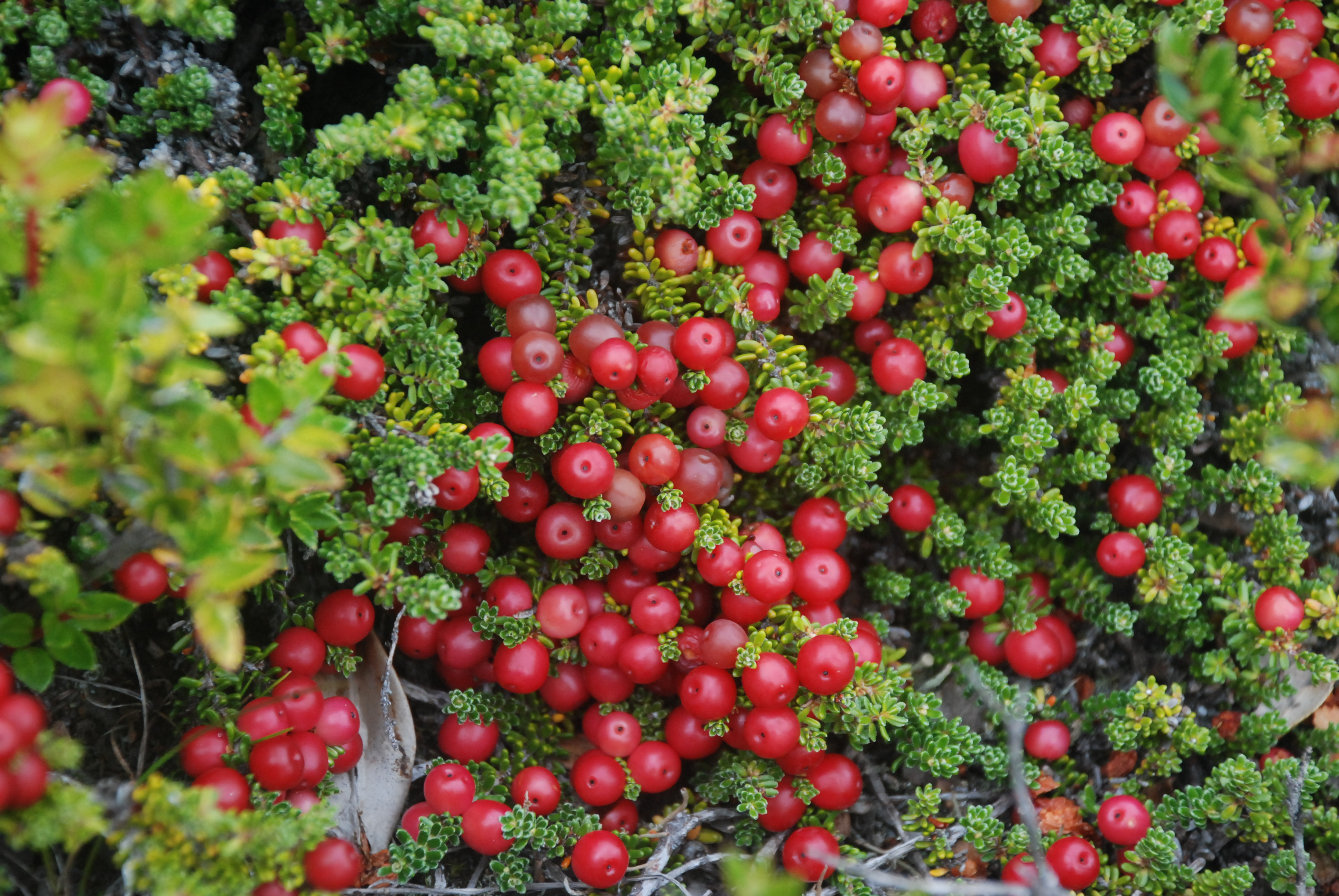
Frutos

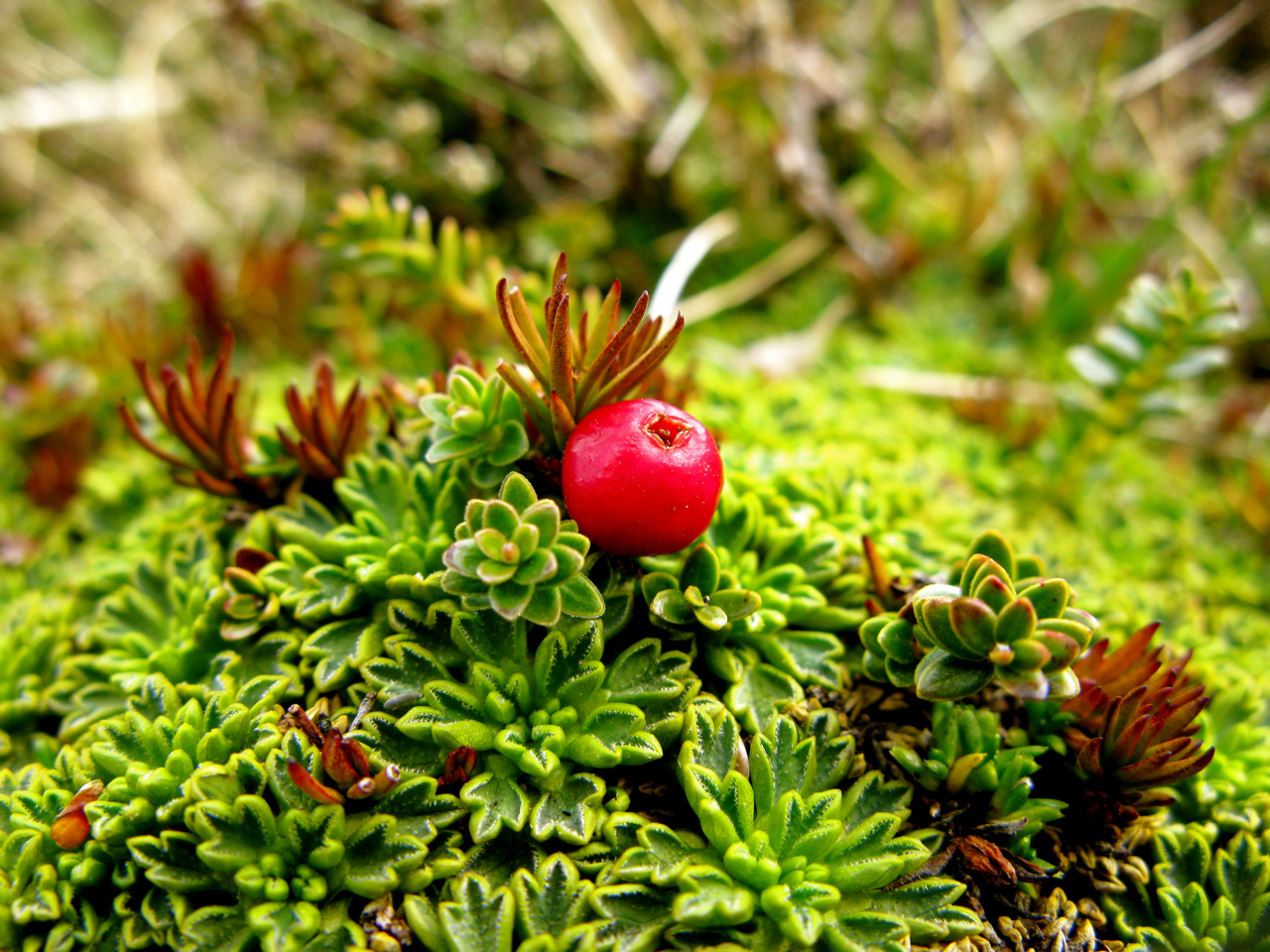
Vista de la planta

## Descripción
Este arbusto generalmente crece postrado, a baja altura, aunque puede alcanzar aproximadamente 80 cm de altura. Sus pequeñas flores rojas poseen seis pétalos. Sus frutos son comestibles.

## Hábitat
Esta especie suele crecer en zonas altas cerca de la línea arbolada y pueden tolerar condiciones alpinas, como los fuertes vientos y la alta exposición al sol. Resiste temperaturas bajas, de hasta -20 °C y puede estar cubierta durante meses por la nieve.

## Usos
Sus frutos silvestres son comestibles, y con ellos se pueden realizar diversas preparaciones.
Igualmente es utilizada como planta ornamental.

## Taxonomía
Empetrum rubrum  fue descrita por Vahl ex Willd. y publicado en Species Plantarum. Editio quarta 4(2): 713. 1806.
Etimología
Empetrum: nombre genérico del griego empetros o empetron = "que crecen en las rocas".
rubrum: epíteto botánico que significa "rojo"
Sinonimia
- Empetrum bilobum Phil.
- Empetrum hookeranum V.N.Vassil.
- Empetrum maclovianum Gand.
- Empetrum tomentosum V.N.Vassil.[5]